# Maconellicoccus tasmaniae
Maconellicoccus tasmaniae är en insektsart som beskrevs av Williams 1985. Maconellicoccus tasmaniae ingår i släktet Maconellicoccus och familjen ullsköldlöss. Inga underarter finns listade i Catalogue of Life.